# Герої спортивного року

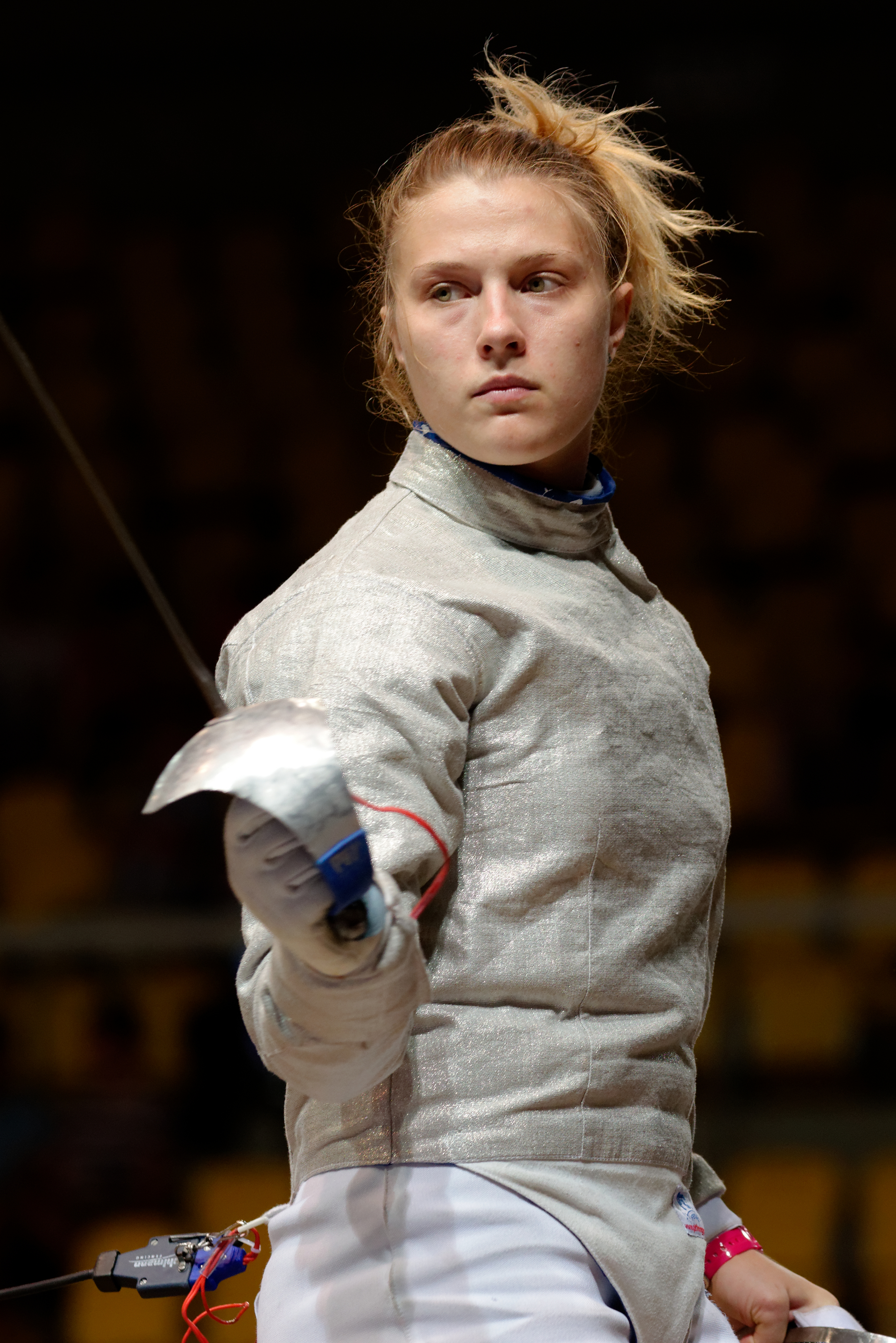
Ольга Харлан — 7-разовий лауреат премії

«Герої спортивного року» — щорічна нагорода, організована Національним олімпійським комітетом і Міністерством молоді та спорту, яку присуджують спортсменам та тренерам за внесок у розвиток вітчизняного спорту. Багаторазовими лауреатами премії є гімнастка Ганна Безсонова, борець Ібрагім Алдатов, фехтувальниці Олена Хомрова і Галина Пундик, боксер Василь Ломаченко, а також жіноча збірна України з фехтування на шаблях. Максимальну кількість нагород отримала шаблістка Ольга Харлан.

## Лауреати

### 2005
- «Найкращий спортсмен року» — Родіон Лука і Георгій Леончук[1];
- «Найкраща спортсменка року» — Ганна Безсонова[1];
- «Найкращий тренер року» — Олег Блохін[1];
- «Відкриття року» — Юрій Кримаренко[1];
- «Найкраща команда року» — Національна збірна України з футболу[1];
- «Менеджер року» — Лілія Подкопаєва[1];
- «Крізь терени до зірок» — Віктор Смирнов[1];
- «Хто ти, майбутній олімпієць?» — Леся Калитовська[1];
- «Екстрім-лідер року» — Михайло Старов[pl][1];
- «Легенда» — Валерій Борзов[1];
- «Спортивна гордість України очима українців» — Андрій Шевченко[1].

### 2006
- «Найкращий спортсмен року» — Іван Гешко[2];
- «Найкраща спортсменка року» — Ірина Краснянська[2];
- «Найкращий тренер року» — Інна Коробчинська[2];
- «Сенсація року» — Ібрагім Алдатов[2];
- «Найкраща команда року» — Національна збірна України з фехтування на шаблях[2];
- «Найкращий спортивний організатор року» — Інна Уманєц[2];
- «Сильні духом» — Олена Юрковська[2];
- «Олімпійська гордість України» — Лілія Єфремова, Олена Грушина і Руслан Гончаров[2];
- «Спортивна слава України» — Борис Шахлін[2];
- «Народний вибір» — Олег Лісогор[2].

### 2007

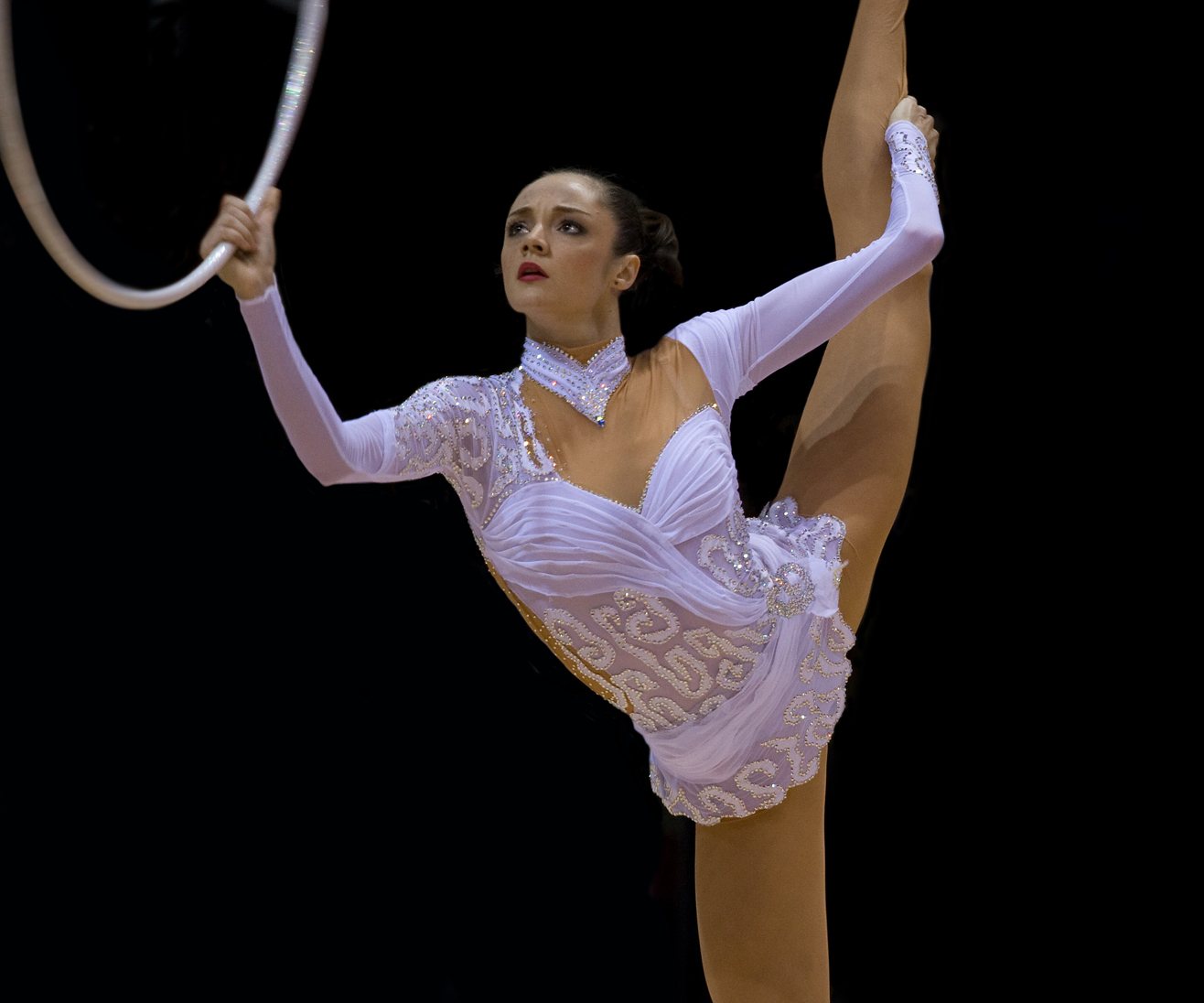
Ганна Безсонова — найкраща спортсменка року

- «Найкращий спортсмен року» — Ібрагім Алдатов[3];
- «Найкраща спортсменка року» — Ганна Безсонова[3];
- «Найкращий тренер року» — Ірина Дерюгіна[3];
- «Найкраща команда року» — Жіноча збірна України з фехтування на шаблях (Олена Хомрова, Ольга Харлан, Ніна Козлова, Галина Пундик)[3];
- «Сенсація року» — Нестеренко Микита Валентинович[3];
- «Найкращий спортивний організатор» — Григорій Суркіс[3];
- «Сильні духом» — Володимир Натальчук[3];
- «Меценат спортивного року» — «Кока-Кола Бевериджиз Україна лтд»[3];
- «Разом з олімпійцями» — Василь Вірастюк[3];
- «Чесна гра» — Жіноча збірна України з фехтування на шпагах (Виборнова Єва Ігорівна, Надія Казимирчук, Ольга Партала, Яна Шемякіна)[3];
- «Спортивна слава України» — Ніна Бочарова та Іван Богдан[3];
- «Народний вибір» — Володимир Кличко[3].

### 2008
- «Найкращий спортсмен року» — Василь Ломаченко[4];
- «Найкраща спортсменка року» — Інна Осипенко-Радомська[4];
- «Найкращий тренер року» — Вадим Гутцайт[4];
- «Найкраща команда року» — Жіноча збірна України з фехтування на шпагах (Ольга Харлан, Олена Хомрова, Галина Пундик, Ольга Жовнір)[4];
- «Сенсація року» — Наталія Добринська[4];
- «Найкращий спортивний організатор року» — Володимир Бринзак[4];
- «Сильні духом» — Андрій Калина[4];
- «Меценат спортивного року» — «МТС Україна»;
- «Разом із олімпійцями» — Микола Щербак і Сергій Попов[4];
- «Спортивна слава України» — Людмила Гуревич і Віктор Цибуленко[4];
- «Народний вибір» — Ганна Безсонова[4];
- «Чесна гра» — Микола Зоц[4];
- «За шляхетність та дотримання принципів Чесної гри» — Сергій Бубка[4];
- «За відданість справі» — Анатолій Усенко[4].

### 2009
- «Найкращий спортсмен року» — Василь Ломаченко[5];
- «Найкраща спортсменка року» — Ольга Харлан[5];
- «Найкращий тренер року» — Анатолій Ломаченко[5];
- «Найкраща команда року» — Жіноча збірна України з фехтування на шаблях (Ольга Харлан, Олена Хомрова, Галина Пундик, Ольга Жовнір)[5];
- «Відкриття року» — Георгій Зантарая[5];
- «Найкращий спортивний організатор року» — Рінат Ахметов[5];
- «Сильні духом» — Ганна Литвиненко[5];
- «Меценат спортивного року» — «BoscoSport»[5];
- «Разом із олімпійцями» — Рустам Бабаєв[5];
- «Спортивна слава України» — Зінаїда Турчина та Володимир Голубничий[5];
- «За відданість спорту» — Сергій Міщенко[5].

### 2010
- «Найкращий спортсмен року» — Василь Федоришин[6];
- «Найкраща спортсменка року» — Інна Осипенко-Радомська[6];
- «Найкращий тренер року» — Дмитро Радомський[6];
- «Найкраща команда року» — Жіноча четвірка парна з академічного веслування (Яна Дементьєва, Анастасія Коженкова, Олена Буряк, Катерина Тарасенко)[6];
- «Сенсація року» — Єлизавета Бризгіна[6];
- «Найкращий спортивний організатор року» — Валерій Борзов[6];
- «Сильні духом» — Ганна Єлісаветська[6];
- «Меценат спортивного року» — «Samsung Electronics»[6];
- «Разом із олімпійцями» — Чоловіча збірна України з шахів (Павло Ельянов, Захар Єфименко, Василь Іванчук, Олександр Моїсеєнко, Руслан Пономарьов)[6];
- «Олімпійська надія України» — Андрій Говоров[6];
- «Спортивна слава України» — Лариса Латиніна і Леонід Жаботинський[6];
- «Спорт для всіх» — місто Артемівськ[6].

### 2011

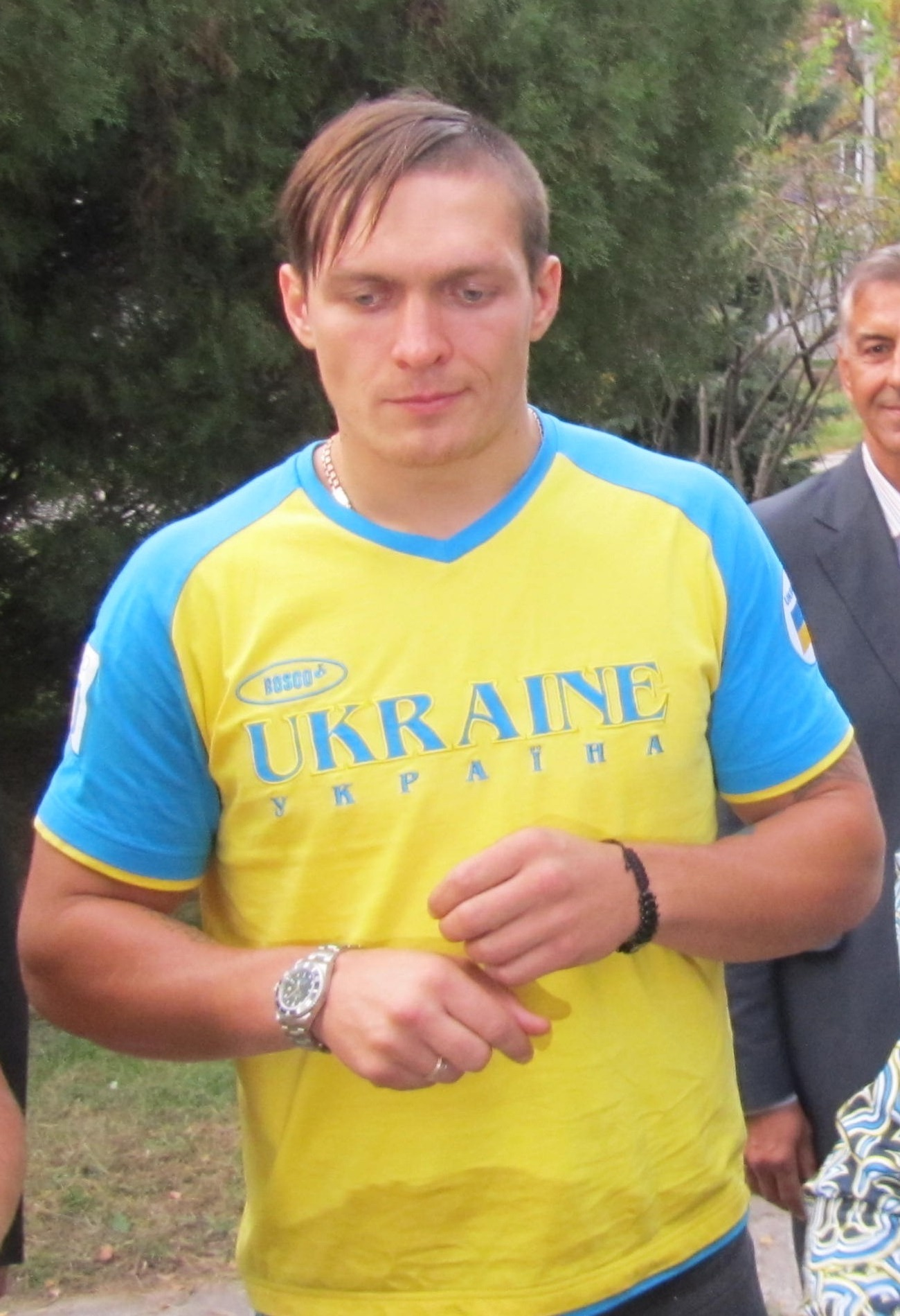
Олександр Усик — найкращий спортсмен року

- «Найкращий спортсмен року» — Олександр Усик[7];
- «Найкраща спортсменка року» — Вікторія Терещук[7];
- «Найкращий тренер року» — Дмитро Сосновський[7];
- «Найкраща команда року» — Жіноча збірна Україна з легкої атлетики (Олеся Повх, Наталія Погребняк, Марія Рємєнь, Христина Стуй, Єлизавета Бризгіна)[7];
- «Сенсація року» — Євген Хитров[7];
- «Найкращий спортивний організатор року» — Ігор Лисов[7];
- «Сильні духом» — Олександра Кононова[7];
- «Меценат спортивного року» — «МТС Україна»[7];
- «Разом із олімпійцями» — Лариса Соловйова[7];
- «Олімпійська надія України» — Дарина Зевіна[7];
- «Спортивна слава України» — Віра Крепкіна і Юрій Поярков[7];
- «Спорт для всіх» — місто Южне[7].

### 2012
- «Найкращий спортсмен року» — Василь Ломаченко[8];
- «Найкраща спортсменка року» — Яна Шемякіна[8];
- «Найкращий тренер року» — Володимир Морозов[8];
- «Сенсація року» — Олексій Торохтій[8];
- «Найкраща команда року» — Олімпійські чемпіонки з академічного веслування (Яна Дементьєва, Анастасія Коженкова, Наталія Довгодько, Катерина Тарасенко)[8];
- «Найкращий спортивний організатор року» — Володимир Продивус[8];
- «Сильні духом» — Наталія Прологаєва[8];
- «Разом із олімпійцями» — Анна Ушеніна[8];
- «Олімпійська надія України» — Чемпіонки молодіжного чемпіонату світу з біатлону в естафетній гонці 3х6 км (Анастасія Меркушина, Юлія Бригинець, Юлія Журавок)[8];
- «За волю до перемоги» — Юрій Чебан[8];
- «Спортивна слава України» — Ольга Бризгіна та Григорій Крісс[8];
- «Народний вибір» — Олександр Усик[8].

### 2013
- «Найкращий спортсмен року» — Богдан Бондаренко[9];
- «Найкраща спортсменка року» — Олена Підгрушна[9];
- «Найкращий тренер року» — Артем Скороход[9];
- «Сенсація року» — Ганна Мельниченко[9];
- «Найкраща команда року» — Жіноча збірна України з фехтування на шаблях (Ольга Харлан, Галина Пундик, Олена Вороніна, Аліна Комащук)[9];
- «Найкращий спортивний організатор року» — Ірина Дерюгіна[9];
- «Повернення року» — Ібрагім Алдатов[9];
- «Сильні духом» — Ольга Свідерська[9];
- «Олімпійська надія України» — Аліна Комащук[9];
- «Неолімпійські види спорту» — Лариса Соловйова[9];
- «Найкраща команда в ігрових видах спорту» — ХК Донбас, Збірна України з баскетболу[9];
- «Спортивна слава України» — Володимир Морозов, Людмила Бобрусь[9];
- «Герой українського спорту» — Ольга Харлан[9].

### 2014
- «Найкращий спортсмен року» — Олег Верняєв[10];
- «Найкраща спортсменка року» — Ольга Харлан[10];
- «Найкращий тренер року» — Григорій Шамрай[10];
- «Найкраща команда року» — Жіноча збірна України з біатлону (Олена Підгрушна, Валентина Семеренко, Юлія Джіма, Віта Семеренко)[10];
- «Сенсація року» — Чоловіча четвірка-парна з академічного веслування (Іван Довготько, Артем Морозов, Олександр Надтока, Дмитро Міхай)[10];
- «Повернення року» — Юлія Ткач[10];
- «Найкращий спортивний організатор року» — Олександр Герега[10];
- «Сильні духом» — Віталій Лук'яненко[10];
- «Разом з олімпійцями» — Анна Беженар[10];
- «Олімпійська надія України» — Юлія Левченко[10];
- «Спортивна слава України» — Катерина Нагірна, Олександр Шапаренко[10];
- «За сприяння тріумфу» — Володимир Бринзак, Валерій Сушкевич[10];
- «Герой українського спорту серед жінок» — Віта Семеренко[10];
- «Герой українського спорту серед чоловіків» — Юрій Чебан[10].

### 2015
- Найкращий спортсмен року — Жан Беленюк[11];
- Найкраща спортсменка року — Валентина Семеренко[11];
- Найкращий тренер року — Геннадій Сартинський[11];
- Сенсація року — Павло Тимощенко[11];
- Найкраща команда року — Чоловіча збірна України з фехтування на шпагах (Богдан Нікішин, Герей Анатолій Анатолійович, Максим Хворост, Дмитро Карюченко)[11];
- Сильні духом — Дмитро Виноградець[11];
- Разом з олімпійцями — Марія Музичук[11];
- Олімпійська надія України — Юлія Журавок[11];
- Спортивна слава України — Наталія Тимошкіна-Шерстюк і Сергій Чухрай[11].

### 2016
- Найкращий спортсмен року — Олег Верняєв[12];
- Найкраща спортсменка року — Ольга Харлан[12];
- Найкращий тренер року — В'ячеслав Сорокін[12];
- Найкраща команда року — Жіноча збірна України з фехтування на шаблях (Ольга Харлан, Олена Кравацька, Аліна Комащук, Олена Вороніна)[12];
- Сильні духом — Максим Крипак[12];
- Разом з олімпійцями — Анна Музичук[12];
- Олімпійська надія України — Христина Дмитренко[12];
- Спортивна слава України — Андрій Хіміч і Лариса Карлова[12];
- За відданість спорту — Еммануїл Ганєв[12];
- Народний вибір — Юрій Чебан і Ганна Різатдінова[12];.

### 2017
- Найкращий спортсмен року — Олександр Хижняк[13];
- Найкраща спортсменка року — Ольга Харлан[13];
- Найкращий тренер року — Світлана Саідова[13];
- Сенсація року — Юлія Левченко[13];
- Найкраща команда року — Збірна України з синхронного плавання[13];
- Сильні духом — Людмила Ляшенко[13];
- Разом з олімпійцями — Лариса Соловйова[13];
- Олімпійська надія України — Дар'я Білодід[13];
- Спортивна слава України — Анатолій Полівода і Тетяна Пророченко[13];

### 2018
- Найкращий спортсмен року — Олександр Абраменко[14];
- Найкраща спортсменка року — Олена Костевич[14];
- Видатне досягнення року — Еліна Світоліна і Дар'я Білодід[14];
- Найкращий тренер року — Енвер Аблаєв[14];
- Сенсація року — Алла Черкасова[14];
- Найкраща команда року — Олена Костевич та Олег Омельчук[14];
- Олімпійська надія України — Катерина Чорній[14];
- Сильні духом — Оксана Шишкова[14];
- Разом з олімпійцями — Ігор Любченко[14];
- Спортивна слава України — Раїса Курв'якова і Яків Железняк[14];

### 2019
- Найкращий спортсмен року — Жан Беленюк[15];
- Найкраща спортсменка року — Дар'я Білодід[15];
- Народний вибір 2019 — Ольга Харлан[15];
- Найкращий тренер року — Світлана Кузнєцова та Геннадій Білодід[15];
- Сенсація року — Дмитро Підручний[15];
- Найкраща команда року — Чоловіча збірна України з фехтування на шпагах (Богдан Нікішин, Анатолій Герей, Ігор Рейзлін, Роман Свічкар)[15];
- Найкраща команда з ігрових видів спорту (збірна) —Юнацька збірна України з футболу (U-20)[15];
- Олімпійська надія України — Ярослава Магучіх[15];
- Зірка, що сходить — Олексій Середа[15];
- Сильні духом — Марина Піддубна[15];
- Разом з олімпійцями — Олексій Бичков[15];
- Спортивна слава України — Володимир Іванов і Наталія Климова[15];